# IPhone SE (2. Generation)
Das zweite iPhone SE (inoffiziell zur Unterscheidung auch iPhone SE 2 oder iPhone SE 2020 genannt) ist ein Smartphone der iPhone-Reihe von Apple. Es wurde am 15. April 2020 vorgestellt. Es ähnelt dem iPhone 8 in Abmessungen und Aussehen. Das System-on-a-Chip SoC und die Antennen entsprechen denen der teureren iPhone 11 und iPhone 11 Pro. Das SE steht für Special Edition. Die 1. Generation wurde am 21. März 2016 vorgestellt und hatte wie das aktuelle Modell Technik der aktuellen Spitzenmodelle, aber die Form eines Vorgängermodells.
Am 8. März 2022 hat Apple das iPhone SE der 3. Generation – als Nachfolger des iPhone SE der 2. Generation – vorgestellt.

## Design

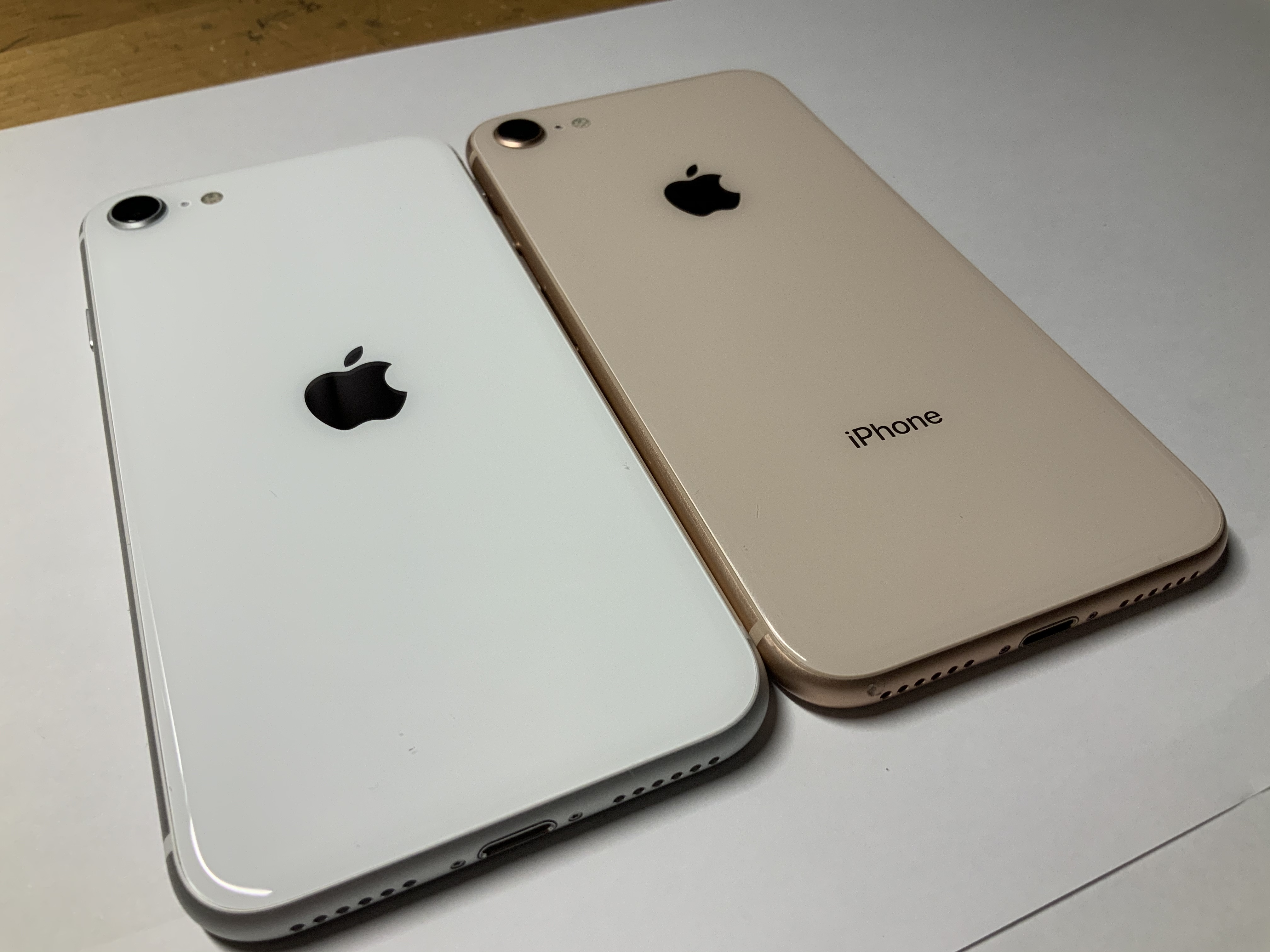
iPhone SE in Weiß (links) neben iPhone 8 in Gold (rechts)

Das Gehäuse des zweiten iPhone SE gleicht nahezu dem des 2017 erschienenen iPhone 8. Es gibt nur kleinere Änderungen wie ein zentriertes Apple-Logo, das Wegfallen der Schriftzüge „iPhone“ und „Designed by Apple in California“, „Assembled in China“ (bzw. „Assembled in India“) und neue Farben. Auch die weiße Variante hat nun eine schwarze Front. Das Gerät wird in den Farben Schwarz, Weiß und Product Red angeboten.

## Technische Daten

### Größe
Mit einer Bildschirmdiagonale von 120 mm (4,7 Zoll) gehört die zweite Generation des iPhone SE zum Zeitpunkt der Markteinführung zu den kleinsten serienmäßig produzierten Smartphones. Trotzdem ist es zwanzig Prozent größer als die erste Generation des SE, dessen Bildschirmdiagonale 100 mm (4 Zoll) betrug. Da das Gerät einen Home Button hat, ist es trotz kleinerem Display nur etwas kleiner als das iPhone 11 Pro (5,8 Zoll Displaydiagonale).

### Hardware
Das iPhone SE enthält das Apple A13 Bionic System-on-a-Chip (SoC) mit einem Apple M13 Motion-Koprozessor und Neural Engine der dritten Generation. Diesen Prozessor hat auch das iPhone 11 (Pro), er kann im iPhone SE jedoch nur auf 3 statt 4 GB RAM zugreifen. Drei Konfigurationen des internen Speichern stehen zur Wahl: 64, 128 oder 256 GB. Das iPhone SE hat den gleichen Schutz gegen Staub und Wasser wie das iPhone 8 (IP67, es ist staubdicht und erträgt 30 Minuten bei 1 m Wassertiefe ohne dass Wasser eindringt). Dem Smartphone fehlt die Ultrabreitband-Hardware (Apple U1-Chip) des iPhone 11 (Pro).
International wird das iPhone SE mit Dual-SIM in Form einer Nano-SIM und einer eSIM angeboten. Auf dem chinesischen Festland wird die eSIM nicht angeboten.
Viele Teile des iPhone SE stammen aus dem iPhone 8 oder sind mit Teilen aus dem iPhone 8 kompatibel. Dazu zählen unter anderem das Display und die Kameras.

#### Display
Das iPhone SE hat das gleiche Retina-HD-Display wie das iPhone 8 (4,7 Zoll Diagonale), mit True Tone und breitem DCI-P3-Farbraum. Die typische Helligkeit beträgt 625 nits und der Kontrast 1400:1. Es unterstützt die Formate HDR10 und Dolby Vision. 3D Touch wurde durch Haptic Touch ersetzt.

#### Kamera
Das iPhone SE hat, ähnlich wie das iPhone 8, auf der Rückseite eine 12 Megapixel-Kamera mit ƒ/1.8 Blende, Autofokus, optischer Bildstabilisierung und einen Vierfach-LED-True-Tone-Blitz. Sie kann 4K-Video mit 24 fps, 30 fps oder 60 fps, 1080p HD-Video mit 30 fps oder 60 fps oder 720p HD-Video mit 30 fps aufzeichnen. Das Telefon kann Panoramabilder bis zu 63 MP Fotos im Burst-Modus aufnehmen. Im Vergleich zum iPhone 8 bietet der neue Prozessor des SE Unterstützung für Videos mit erweitertem Dynamikbereich bis zu 30 fps und Stereoaufnahmen. Die Kamera-App des SE übernimmt „QuickTake“ der iPhone 11 (Pro)-Modelle, was es dem Benutzer ermöglicht, den Auslöser lange zu drücken, um ein Video aufzunehmen.
Die Frontkamera hat 7 Megapixel mit einer ƒ/2.2-Blende und Autofokus und kann 1080p-HD-Video mit 30 fps aufzunehmen. Sie hat eine kinematische Videostabilisierung für 1080p- und 720p-Video.
Sowohl die vordere als auch die hintere Kamera des iPhone SE unterstützen den Porträt-Modus und die Porträt-Beleuchtung. Die Rückkamera ist mit Smart HDR ausgestattet, nicht jedoch die Frontkamera. Im Gegensatz zum iPhone 11 und 11 Pro unterstützt das iPhone SE den Nachtmodus nicht.
Bei DXO erreicht das iPhone SE 101 Punkte, damit hat es gleich viele Punkte wie das iPhone XR. Die Selfie-Kamera erreicht 84 Punkte und die Mikrofon-Qualität wurde mit 70 bewertet. Damit verliert es in allen Bereichen gegen das iPhone 11.

## Zugehörige Produkte
Der Hersteller bietet passendes Zubehör für die Geräte an. Darunter sind Hüllen aus Leder oder Silikon in verschiedenen Farben. Diese sind aufgrund identischer Abmessungen mit dem iPhone 8 kompatibel und ersetzen dessen Hüllen, während die Hüllen des iPhone 8 Plus weiterhin verkauft werden. Im Umkehrschluss kann das iPhone SE mit den Hüllen des iPhone 8 verwendet werden. Ebenso wie die Hüllen des iPhone 8 sind die neuen Hüllen auch mit dem iPhone 7 kompatibel.
Im Vergleich zur Hülle des iPhone 8 befindet sich das Firmenlogo wie beim Gerät selbst in der Mitte statt der oberen Hälfte.
Zur Veröffentlichung waren je drei Farben erhältlich:
| Material | Preis      | Farbe            | Modellnummer |
| -------- | ---------- | ---------------- | ------------ |
| Silikon  | 39 € (D/A) | Weiß             | MXYJ2ZM/A    |
| Silikon  | 39 € (D/A) | Sandrosa         | MXYK2ZM/A    |
| Silikon  | 39 € (D/A) | Schwarz          | MXYH2ZM/A    |
| Leder    | 49 € (D/A) | Mitternachtsblau | MXYN2ZM/A    |
| Leder    | 49 € (D/A) | Schwarz          | MXYM2ZM/A    |
| Leder    | 49 € (D/A) | Rot              | MXYL2ZM/A    |

Das iPhone SE der dritten Generation ist ebenfalls mit den gleichen Hüllen kompatibel. Die Farben der Lederhülle wurden beibehalten, die der Silikonhülle wurden durch vier neue Farben ersetzt: Kalkrosa, Abyssblau, Mitternacht, Rot. Seit 2023 ist die Hülle aus Leder nicht mehr verfügbar.
Da das iPhone 7 geringfügig kleinere Abmessungen als das iPhone SE hat, ist in Erwägung zu ziehen, statt der Hüllen des iPhone 7 eine Hülle für iPhone 8 oder SE zu verwenden. Je nach Passgenauigkeit könnten diese Hüllen des iPhone 7 enger sitzen und den Schutz beeinträchtigen.

## Verfügbarkeit

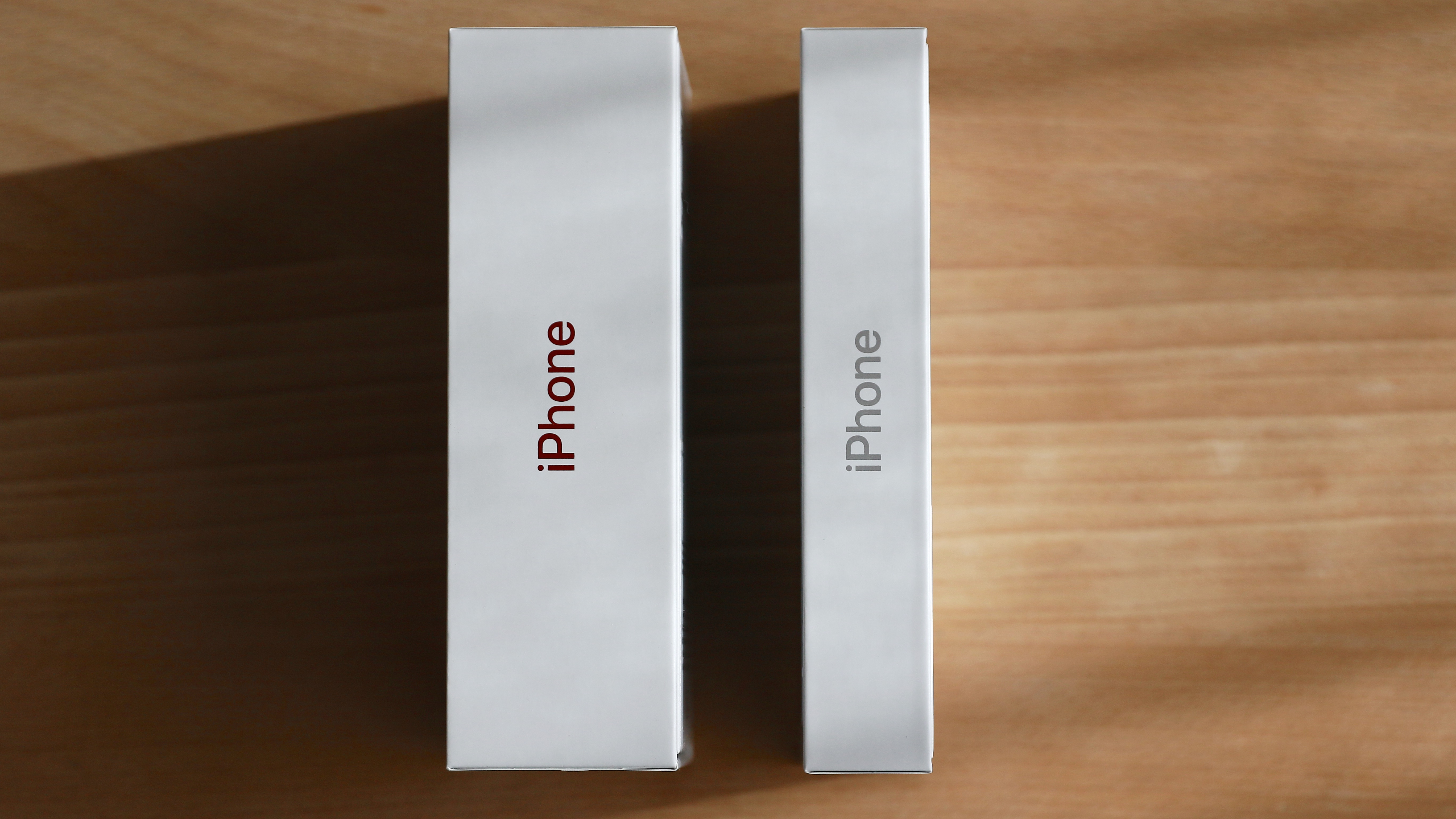
Dünnere Verpackung ohne Kopfhörer und Ladestecker (rechts) ab Ende 2020

Das iPhone SE war ab dem 17. April 2020 vorbestellbar und ist seit dem 24. April 2020 erhältlich. Es gab es mit 64, 128 und 256 GB Speicher und kostete in Deutschland 479 €, 529 € und 649 €.
Den gesenkten Mehrwertsteuersatz gab Apple an die Kunden weiter. Das führte im Zeitraum vom 1. Juli 2020 bis zum 31. Dezember 2020 zu Preisen von 466,90 €, 515,65 € und 632,60 €.
Im Zuge der Einführung des iPhone 12 Ende 2020 wurden Netzteil und Kopfhörer aus dem Lieferumfang des iPhone SE entfernt, um weniger Elektroschrott zu produzieren. Statt des USB-A-auf-Lightning-Kabels liegt seither ein USB-C-auf-Lightning-Kabel bei.
Mit der Einführung des iPhone 13 am 14. September 2021 entfiel die Variante mit 256 GB.
Am 8. März 2022 wurde der Verkauf zugunsten der dritten Generation eingestellt.
| Speicher | 17. April 2020 | 1. Juli 2020     | 1. Januar 2021 |
| -------- | -------------- | ---------------- | -------------- |
| 64 GB    | 479 € (571 €)  | 466,90 € (557 €) | 479 € (554 €)  |
| 128 GB   | 529 € (631 €)  | 515,65 € (615 €) | 529 € (612 €)  |
| 256 GB   | 649 € (774 €)  | 632,60 € (755 €) | 649 € (751 €)  |